# Porta Orientale (romana)
Porta Orientale (lat. Porta Orientalis) era una delle aperture stradali ricavate nella cinta muraria romana della città di Mediolanum, l'odierna Milano. Corrispondeva alla Porta Decumana dell'originario castrum romano che diede poi origine al centro abitato dell'antica Mediolanum. Fu demolita durante l'assedio di Milano del 1162.

## Storia
Costruita durante il periodo repubblicano dell'epoca romana, era ricavata nella cinta delle mura romane di Milano. Venne fatta presumibilmente erigere, insieme alle mura, da Cesare dopo l'assunzione di Mediolanum al rango di municipium nell'anno 49 a.C., oppure in seguito da Ottaviano.
Corrispondeva alla Porta Decumana dell'originario accampamento militare romano, il cosiddetto castrum, che diede poi origine al centro abitato dell'antica Mediolanum romana. Quest'ultimo si trovava poco distante dal primigenio insediamento celtico, chiamato forse Medhelan, da cui poi potrebbe avere avuto origine il toponimo latino "Mediolanum".
Con l'estensione della cinta muraria verso nord est, che venne realizzata dopo il 290 su volere dell'imperatore Massimiano in seguito all'elevazione di Mediolanum a capitale dell'Impero romano d'Occidente, Porta Orientale si trovò ad essere compresa all'interno del perimetro della città, visto che il vecchio tratto della cinta mura su cui sorgeva non venne demolito ma fu trasformato in un muro interno di separazione del centro abitato, venendo sostituita da Porta Argentea.
Fu demolita, insieme alle relative mura e alle altre porte romane, durante l'assedio di Milano del 1162, che fu opera di Federico Barbarossa. Altre importanti azioni di guerra a cui partecipò la porta furono l'assedio di Milano del 268, l'assedio di Milano del 402, l'assedio di Milano del 452 e l'assedio di Milano del 538-539.

## Descrizione
Da Porta Orientale dipartiva verso oriente (da cui il nome della porta) l'arteria stradale che, attraverso Bergomum (Bergamo) e Brixia (Brescia), portava a Verona (Verona), la via Gallica. Da Porta Orientale usciva anche la via Spluga, il cui percorso si sviluppava tra Mediolanum e il passo dello Spluga e la via Mediolanum-Brixia, che collegava Mediolanum con Brixia (Brescia) passando anche da Cassianum (Cassano d'Adda). Porta Orientale si trovava nella parte terminale del cardo verso nord-est.
Nei pressi di Porta Orientale, lungo il cardo, sorgevano la basilica maior e uno dei due magazzini annonari romani di Milano. Da Porta Orientale, il cardo di Mediolanum conduceva all'altro lato delle mura cittadine dov'era presente, diametralmente opposta a Porta Orientale, Porta Ticinese.
Porta Orientale era situata, considerando l'urbanistica della Milano odierna, dove ora è presente la moderna piazza della Scala.

## Mappa

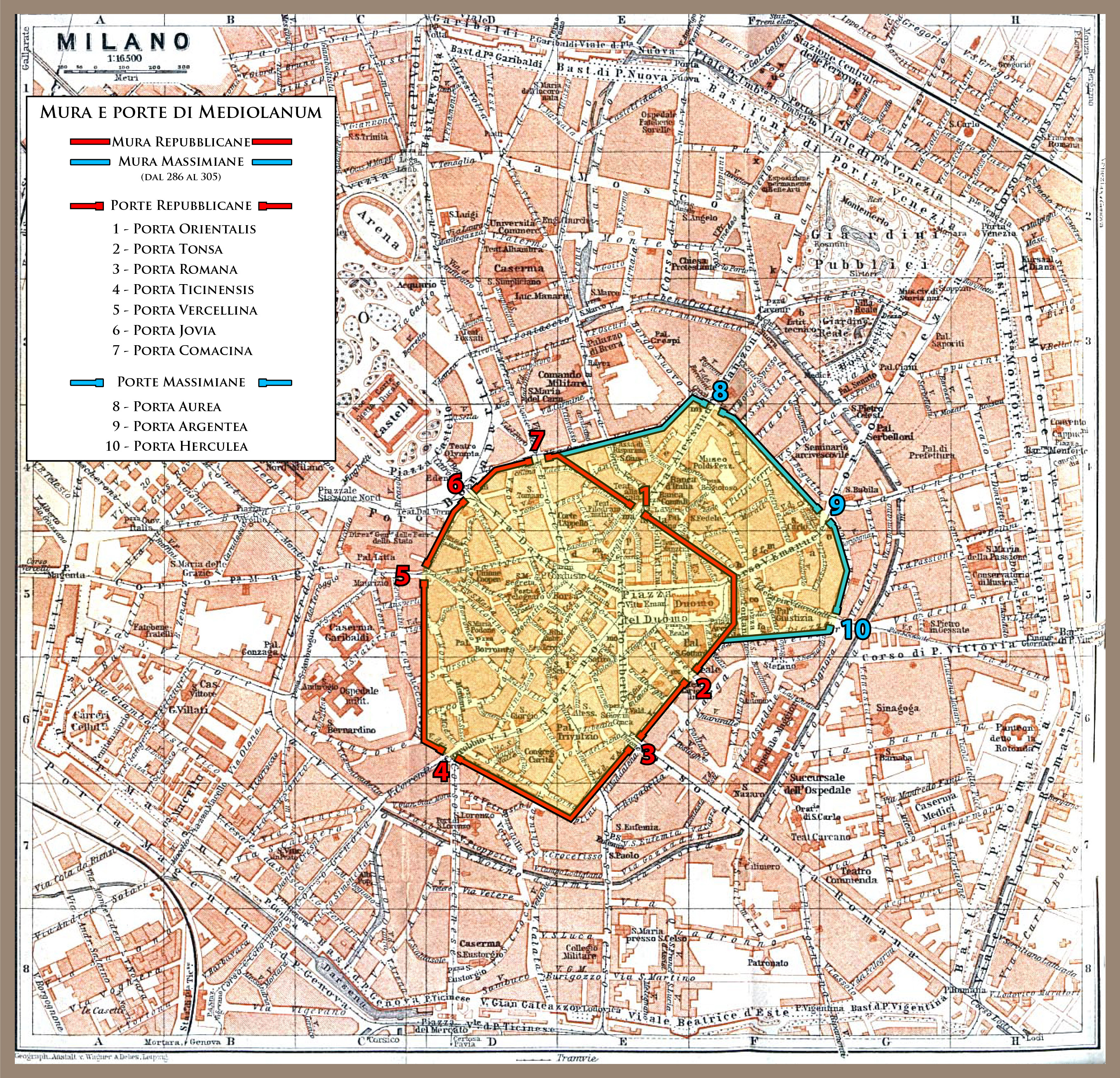
Il tracciato delle mura romane di Milano, con relative porte, riportato su una mappa moderna di Milano. In rosso il tracciato delle mura repubblicane, in azzurro quello della loro estensione realizzata in epoca massimiana